# Rennert
Rennert város az USA Észak-Karolina államában, Robeson megyében. Lakosainak száma 275 fő (2020. április 1.).

## Népesség
A település népességének változása:
| Lakosok száma | 133  | 383  | 275  |
|               | 1900 | 2010 | 2020 |